# El Salto (kommun)
El Salto är en kommun i Mexiko.   Den ligger i delstaten Jalisco, i den centrala delen av landet, 400 km väster om huvudstaden Mexico City. Antalet invånare är 111 436.
Följande samhällen finns i El Salto:
- Las Pintitas
- Las Pintas de Arriba
- El Quince
- San José del Castillo
- Galaxia Bonito Jalisco
- El Verde
- Hacienda Vieja del Castillo
- El Muey